# Хмельницький речовий ринок

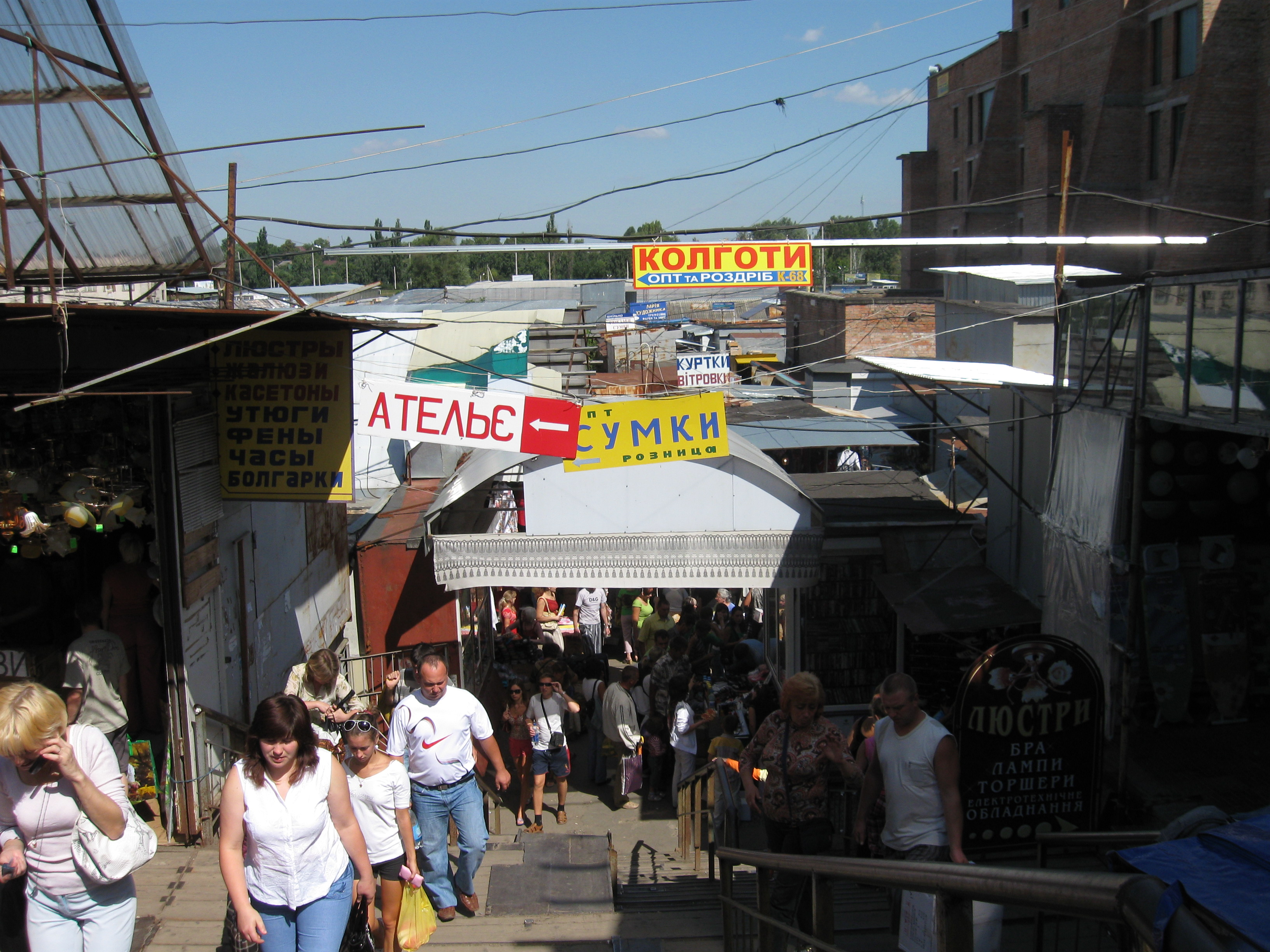
Прохід на Хмельницькому речовому ринку, серпень 2009 року

Хмельницький речовий ринок — великий речовий ринок, сукупність профільних (за групами товарів народного споживання) ринків у обласному центрі місті Хмельницькому; вважається одним з найбільших в Україні та Східній Європі в цілому; великий роботодавець для міста, наповнювач міського бюджету.

## Загальні дані
Ринок розташований у західній частині Хмельницького на ділянці площею 40 га між Львівським шосе та залізничними коліями.
Починаючи з 15 липня 2011 року нічні ринки відмінили і всі ринки переведені на єдиний графік.

## Історія та сьогодення
Хмельницький речовий ринок бере свій початок ще наприкінці радянської епохи, а саме в 1987 році, коли Хмельницький міськвиконком надав дозвіл місцевій «Облспоживспілці» на облаштування першого великого речового ринку на Львівському шосе. Протягом наступного десятиліття навколо нього розбудовується цілий ринковий комплекс.
В умовах кризових 1990-х ринок відігравав усе більшу роль на противагу магазинній торгівлі, а для тисяч хмельничан, жителів області та інших міст і областей України, Білорусі та Росії він ставав нерідко єдиним виходом від безробіття, і як його наслідку — безгрошів'я та зубожіння. Вигідне розташування міста Хмельницького (на перетині як внутрішніх, так і зовнішніх шляхів), дії місцевої влади, наявність і розбудова складських приміщень, близькість авто- і залізничних шляхів, і, не в останню чергу, підприємливість хмельничан спричинили постійне зростання Хмельницького речового ринку, відтак обсягів гуртової та роздрібної торгівлі, забезпечили йому славу великого і дешевого торговельного майданчика в рамках усієї країни. Фактично вже від кінця 1980-х років і особливо у 1990-ті Хмельницький речовий ринок був єдино стабільно працюючим і навіть зростаючим підприємством міста Хмельницького, відтак великим міським працедавцем і наповнювачем бюджету. З часом наявність великого ринку позитивно вплинула навіть на оздоровлення інших галузей промисловості Хмельницького, зокрема сприяла піднесенню місцевої легкої, обробної, будівельної промисловості тощо.
Від самого початку ринок функціонував і як гуртовий, і як роздрібний. Основне значення, втім, зрозуміло, мала торгівля гуртова. Навіть і в середині 2000-х на столичних київських фірмах і конторах поширеною практикою були т. зв. «шоп-тури вихідного дня на Хмельницьку толкучку», коли дирекція/адміністрація винаймала автобус, ціна за послуги водія і пальне якого покривалась бажаючими відвідати базар (наприклад, у рахунок зарплати). Особливо популярними у жителів, наприклад, столичного Києва та розташованого відносно близького обласного центру Вінниці були відвідини на Хмельницький речовий ринок для закупівлі товарів, мануфактури, особливо одягу, текстилю, предметів ширвжитку до великих святкувань (весілля), облаштування хатньої обстанови тощо.
У теперішній час, наприкінці 2000-х років, Хмельницький речовий ринок, як і раніше, вважається одним з найбільших у країні (та Східній Європі) — поступаючись на заході «Калинівському ринку» (м. Чернівці) і низці великих ринків на Сході держави («Барабашово» у Харкові, «Троєщинський» у Києві, «Озерка» у Дніпрі). Хмельницький речовий ринок, що сьогодні займає 18 га, включає 24 самостійних профільних (за групами товарів народного споживання) речових ринків: «АвтоТехКультСервіс», «АгроПромМонтажНаладка», «Бартер-Сервіс», «Берьозка», «Бриліантовий/Діамантовий ряд», «Геологів», «Дарсон», «Золота алея», «Ізида», «Імпульс-Світ», «МІВС», «Новий базар» (зокрема, «Джинсовий рай» у його межах), «Пако», «Поділля-1», «Поділля-2», «Сардонікс», «Срібна алея», «Старий базар», «СБМ (СУМС)», «Укрторгсервіс», «ЦивільЖитлоБуд», «Еверслі». Велике значення продовжує відігравати гуртова торгівля, окремі ринки та ряди спеціалізуються винятково на ній, зокрема працюють на закупників із Білорусі.
Хмельницький речовий ринок протягом історії існування відомий своїми надзвичайними подіями, викликаними здебільшого людськими чинниками — аваріями, наприклад, обвалами конструкцій (взимку 2010 на території ринку «Бартер-сервіс» стався обвал пластикового даху внаслідок неякісного виконання підрядниками будівельно-монтажних робіт, зокрема використання опори та рейки невідповідної якості, пожежами (так, у серпні 2010 горіли ангари-склади ринку Геологів), конфліктними ситуаціями між підприємцями та їхніми колегами і/або представниками влади, зокрема державних фіскальних органів.
Як і в 1990-ті, нині на Хмельницькому речовому ринку серед його продавців чимало осіб, основним фахом яких не є торгівля, в тому числі осіб з вищою освітою, представників інтелігенції — у кожного історія приходу на ринок своя. Також, як і раніше, ринок є традиційним першим місцем роботи для багатьох студентів хмельницьких вишів.

## Виноски
1. ↑  Хронологія основних подій з історії м. Хмельницького на Офіційний сайт Хмельницької міської ради [Архівовано 2018-03-29 у Wayback Machine.]
2. ↑  На хмельницькому речовому ринку стався обвал даху, інф. за 16-02-2010 на www.mobus.com. Архів оригіналу за 2 жовтня 2013. Процитовано 18 вересня 2010.
3. ↑  Пожежа на хмельницькому речовому ринку спалила 300 м² килимового складу, інф. за 21-08-2010 на www.narodnapravda.com.ua[недоступне посилання]
4. ↑  На Хмельницькому речовому ринку працюють і бухгалтери, і вихователі // матеріал у діловому тижневику «ВСІМ» (м. Хмельницький) за 27 травня 2010 року